# 세계재앙위험

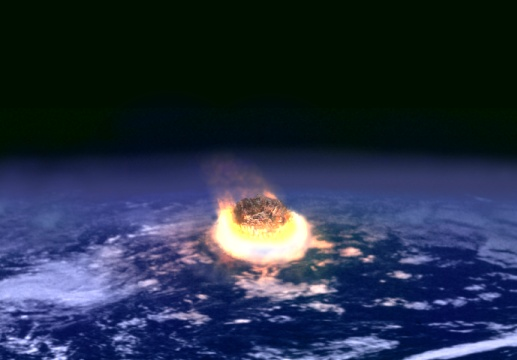
주요 소행성 충돌에 대한 작가의 인상. 원자 폭탄 십억 배의 충격 강도를 가진 소행성이 공룡의 멸종을 초래했을 수 있다.

세계재앙위험(世界災殃危險, 영어: global catastrophic risk) 또는 세계변동위험(世界變動危險)은 세계적 규모의 인간 복지를 손상시킬 잠재력을 가진 가설적 미래의 사건이다. 어떤 사건은 현대 문명을 불구로 만들거나 파괴할 수 있다. 인간 절멸을 초래할 수 있는 모든 사건은 실존적 위험(實存的危險, existential risk) 또는 존재적 위험(存在的危險)으로도 알려져 있다.

## 같이 보기
- 세계를 끝낼 10가지 방법
- 종말물
- 퇴화
- 운명의 날 시계
- 종말론
- 페르미 역설
- 지구의 미래
- 태양계의 미래
- 대여과기
- 외부 맥락 문제
- 드문 사건
- 생존주의
- 제11천년기 이후
- 우주의 종말
- 여섯 번째 멸종: 부자연스러운 역사 (비허구서)

## 참고 도서
- Derrick Jensen (2006) Endgame (ISBN 1-58322-730-X).
- Jared Diamond, Collapse: How Societies Choose to Fail or Succeed, Penguin Books, 2005 and 2011 (ISBN 9780241958681).
- Huesemann, Michael H., and Joyce A. Huesemann (2011). Technofix: Why Technology Won’t Save Us or the Environment, Chapter 6, “Sustainability or Collapse”, New Society Publishers, Gabriola Island, British Columbia, Canada, 464 pages (ISBN 0865717044).
- Joel Garreau, Radical Evolution, 2005 (ISBN 978-0385509657).
- John A. Leslie (1996). The End of the World (ISBN 0-415-14043-9).
- Martin Rees, Our Final Hour (UK title: "Our Final Century"), 2003 (ISBN 0-465-06862-6).
- Donella Meadows (1972). The Limits to Growth (ISBN 0-87663-165-0).
- Joseph Tainter, (1990). The Collapse of Complex Societies, Cambridge University Press, Cambridge, UK (ISBN 9780521386739).